# Midea determina
Midea determina är en kvalsterart som beskrevs av Marshall 1929. Midea determina ingår i släktet Midea och familjen Mideidae. Inga underarter finns listade i Catalogue of Life.